# Токај (Јапан)
Токаи (јап. 東海市) град је у Јапану у префектури Аичи. Према попису становништва из 2005. у граду је живело 104.339 становника.

## Становништво
Према подацима са пописа, у граду је 2005. године живело 104.339 становника.
| 1995.  | 2000.  | 2005.   |
| ------ | ------ | ------- |
| 99.738 | 99.921 | 104.339 |